# Van Alexander

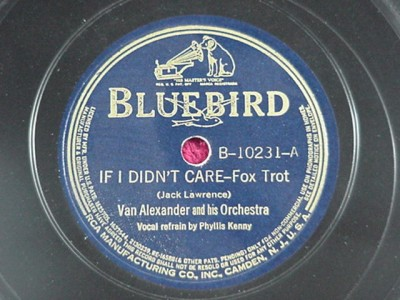
Een grammofoonplaat van Van Alexander, If I Didn't Care

Van Alexander, geboren als Alexander Van Vliet Feldman (New York, 2 mei 1915 – Los Angeles, 19 juli 2015), was een Amerikaans arrangeur, componist en bigband-leider in de swing.

## Biografie
Van Alexander leidde al op de middelbare school eigen bands, waarvoor hij ook arrangeerde. Aan de Columbia-universiteit studeerde hij compositie. Eind jaren dertig had hij al zijn grootste succes te pakken met een arrangement van A-Tisket, A-Tasket dat hij samen met zangeres Ella Fitzgerald schreef. Het nummer werd in 1938 door Fitzgerald met het orkest van Chick Webb opgenomen en werd een grote hit. In de loop der jaren groeide het ook uit tot een jazzstandard. Na deze hit bewerkte Van Alexander meerdere kinderliedjes tot een jazznummer, maar met minder succes.
Rond 1939 richtte Van Alexander een eigen band op, waarmee hij plaatopnamen maakte. In november dat jaar had hij een hit met het nummer Hot Dog Joe (nummer 13 in de Amerikaanse hitparade). Met de bigband trad Van Alexander in de jaren erna op in theaters. Musici die in de groep speelden, waren onder meer Neal Hefti, Shelly Manne, Charlie Shavers, Slam Stewart, Alvin Stoller en Si Zentner. In 1944 arrangeerde hij kort voor de swingband van Tommy Tucker.
Later in de jaren veertig werd hij aangenomen door zanger Bing Crosby om in Hollywood te werken. Hij werkte daarna als componist, arrangeur en dirigent in de filmmuziek. Tevens nam hij met studiobands verschillende albums op voor Capitol Records. In 1950 schreef hij een leerboek over het arrangeren van filmmuziek (First Arrangement). Ook gaf hij in die tijd les, een leerling van hem was Johnny Mandel. Van Alexander componeerde voor verschillende films, waaronder films in het film-noirgenre (zoals Strait-Jacket en I Saw What You Did). Verder schreef hij voor allerlei televisieshows en was hij orkestleider in variety-shows van sterren als Mickey Rooney en Dean Martin.
In de opnamestudio was hij orkestleider en/of arrangeur bij plaatopnamen van onder meer Lucky Thompson, The Five Keys, Louis Prima, Dakota Staton, Kay Starr en Anna Maria Alberghetti.
Van Alexander heeft verschillende Emmy's gekregen voor zijn televisiewerk. Door de ASCAP werd hij geëerd met een Henry Mancini Award for Lifetime Achievement.
In mei 2015 vierde Van Alexander nog zijn 100e verjaardag. Twee maanden later overleed hij en werd hij begraven op de Joodse begraafplaats The Hillside Memorial Park in Culver City.

## Discografie
- Savoy Stomp (heruitgave, 1984).
- The Home of Happy Feet/Swing Staged for Sound (twee Capitol-albums op 1 cd), EMI, 2001.

- Bibsys: 1006793
- Biblioteca Nacional de España: XX1305393
- Bibliothèque nationale de France: cb13890664q (data)
- Gemeinsame Normdatei: 119189240
- International Standard Name Identifier: 0000 0000 7823 4596
- Library of Congress Control Number: n91092115
- MusicBrainz: c14bbbd1-639e-4655-98f4-310934e2ee1b
- Bibliotheek van het Japanse parlement: 001174712
- Nationale Bibliotheek van Tsjechië: mzk2009512240
- Nationale bibliotheek van Australië: 53004232
- Nationale Bibliotheek van Israël: 987012502052805171
- Nederlandse Thesaurus van Auteursnamen: 072777389
- Réseau des bibliothèques de Suisse occidentale: 02-A022761532
- Istituto Centrale per il Catalogo Unico: DDSV138884
- Système universitaire de documentation: 156479591
- Trove: 1533152
- Virtual International Authority File: 19864385
- WorldCat: E39PBJvcYr6QHbVRYxCBFVPfbd